# Wagner-családfa

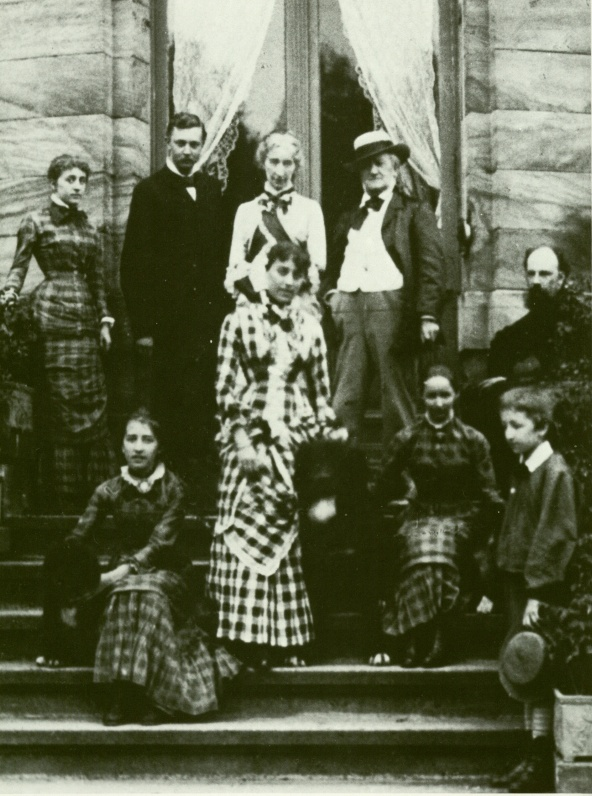
Richard Wagner és családja 1881-ben a Wahnfried-villában
Balról jobbra, felső sor: Blandine von Bülow, Heinrich von Stein (Siegfried oktatója), Cosima Wagner, Richard Wagner, Paul von Joukowsky (család barátja); alsó sor: Isolde Wagner, Daniela von Bülow, Eva Wagner, Siegfried Wagner

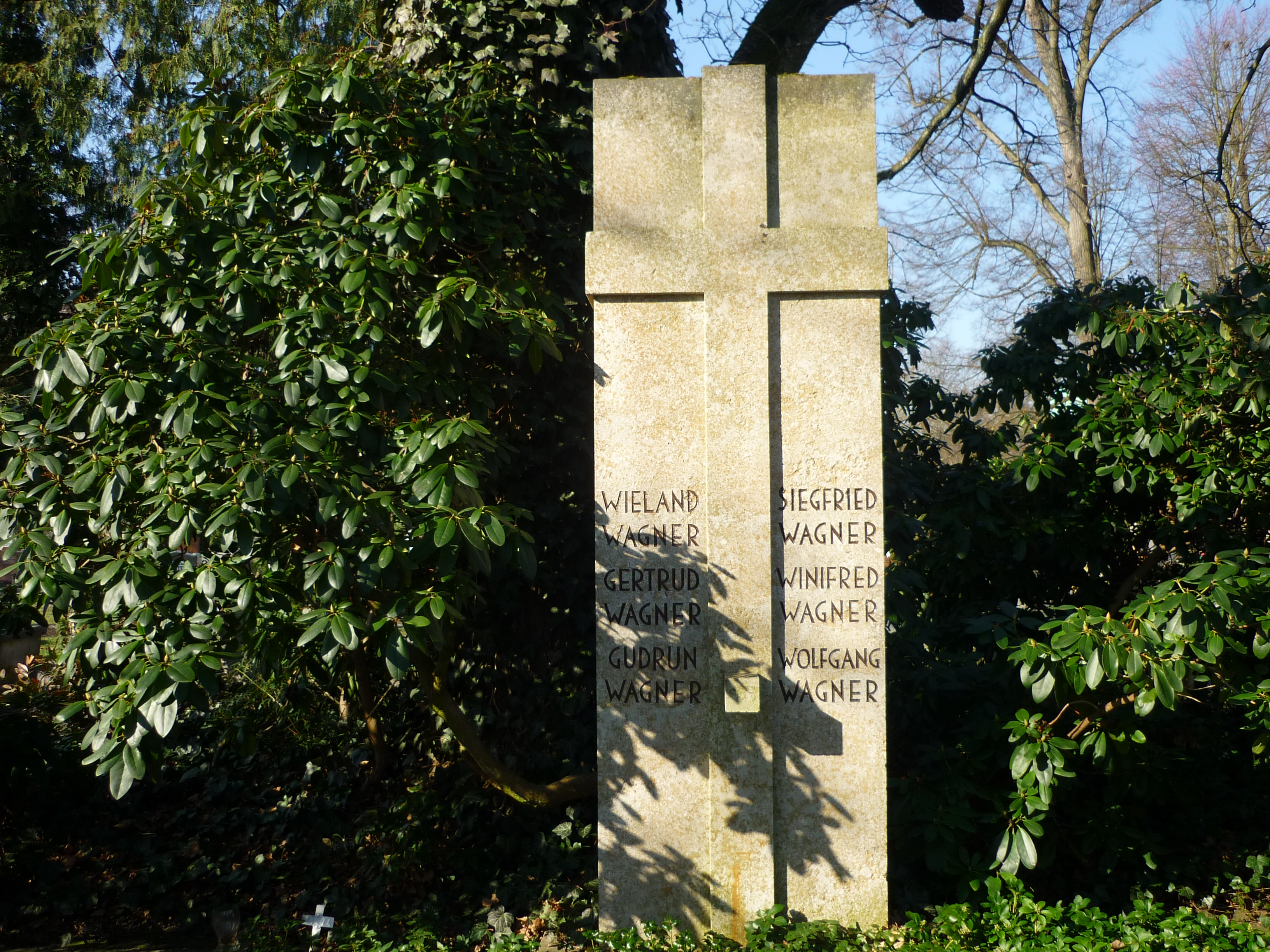
A Wagner család sírja a bayreuthi városi temetőben (Siegfried Wagner és családja)

Richard Wagner zeneszerző családfája:
Carl Friedrich Wilhelm Wagner (1770–1813), rendőrtisztviselő, 
  ∞ 1798 Johanna Rosine Pätz (1778–1848), egy pék lánya (miután megözvegyült, 1814-ben Ludwig Geyer (1779–1821) festőművész felesége lett), akinek Richard Wagner felé vélt apasága sem nem igazolható, sem nem cáfolható.
1. Albert Wagner  (1799–1874), operaénekes és színházi rendező, 
  ∞ 1828 Elise Gollmann  (1800–1864) 
  1. Franziska Wagner  (1829–1895), 
 ∞ 1854 Alexander Ritter (1833–1896), zenész,  zeneszerző
  2. Marie Wagner (1831–1876), 
  ∞ 1851 Karl Jacoby, kereskedő
  3. Johanna Wagner (örökbe fogadott gyerek) (1828–1894), Eduard Freiherr von Bock von Wülfingen lánya, operaénekes és színésznő, 
  ∞ 1859 Alfred Jachmann (1829–1918), kerületi adminisztrátor
2. Carl Gustav Wagner (1801–1802)
3. Rosalie Wagner (1803–1837), színésznő 
  ∞ 1836 Oswald Marbach (1810–1890), egyetemi tanár
4. Carl Julius Wagner (1804–1862)
5. Luise Wagner (1805–1872), színésznő 
  ∞ 1828 Friedrich Brockhaus   (1800–1865), kiadó
6. Klara Wagner  (1807–1875), operaénekes, 
  ∞ 1829 Heinrich Wolfram (1800–1874), operaénekes, később kereskedő
7. Maria Theresia Wagner (1809–1814)
8. Ottilie Wagner (1811–1883), 
  ∞ 1836 Hermann Brockhaus (1806–1877), orientalista
9. Richard Wagner (1813–1883),[2]  zeneszerző, 
  ∞ 1. 1836 Minna Planer (1809–1866), színésznő 
  ∞ 2. 1870 Cosima Liszt (1837–1930),[3] Liszt Ferenc és Marie d'Agoult lánya, 1870-ben elvált  Hans von Bülow karmestertől, öt gyermek anyja (beleértve Cosimának Bülow-tól született két lányát, Blandine-t és Danielát is, Wagner fogadott gyerekeit): 
  1. Isolde Ludowitz von Bülow  (1865–1919), 
  ∞ 1900 Franz Beidler  (1872–1930), zenei igazgató 
    1. Franz Wilhelm Beidler  (1901–1981)

  2. Eva von Bülow (1867–1942), 
  ∞ 1908 Houston Stewart Chamberlain (1855–1927), író
  3. Siegfried Wagner (1869–1930),[4] zeneszerző, karmester és rendező, 
  ∞ 1915 Winifred Marjorie Williams (1897–1980), Karl Klindworth zongoraművész fogadott lánya. 
    1. Wieland Wagner (1917–1966),[5] operarendező 
  ∞ 1941 Gertrud Reissinger (1916–1998), táncos és koreográfus 
      1. Iris Wagner   (1942–2014) színésznő
      2. Wolf Siegfried Wagner (született 1943), 
  ∞ 1. Malo Osthoff 
  ∞ 2. Eleonore Gräfin Lehndorff 
        1. Joy Olivia Wagner

      3. Nike Wagner (született 1945), dramaturg és publicista, 
  ∞ 1. Jean Launay 
  ∞ 2. Jürg Stenzl (született 1942), zenetudós 
        1. Louise Launay

      4. Daphne Wagner (született 1946), színésznő 
  ∞ 1. Udo Proksch (1934–2001) üzletember (a Lucona-ügyben elítélték) 
  ∞ 2. Tilman Spengler (született 1947) szerző és kiadó

    2. Friedelind Wagner (1918–1991)
    3. Wolfgang Wagner (1919–2010), rendező 
      1. ∞ 1943 Ellen Drexel (1919–2002), elvált 1976-ban 
        1. Eva Wagner-Pasquier (született 1945), színházi menedzser, 
  ∞ Yves Pasquier, filmgyártó 
          1. Antoine Amadeus Wagner-Pasquier (született 1982)

        2. Gottfried Wagner (született 1947), zenész, 
  ∞ 1. Kraus Beatrix 
  ∞ 2. Teresina Rosetti 
          1. Eugenio Wagner (született 1987)

      2. ∞ 1976 Gudrun Mack-Armann (1944–2007) 
        1. Katharina Wagner (született 1978), színházi rendező

    4. Verena Wagner (1920–2019),[6][7] 
  ∞ 1943 Bodo Lafferentz (1897–1974),[6][7][8] náci párt tagja, SS Obersturmbannführer 
      1. Amélie Lafferentz (született 1944), 
  ∞ Manfred Hohmann 
        1. Christopher Hohmann

      2. Manfred Lafferentz (született 1945), 
  ∞ Gunhild Mix 
        1. Leif Henning Lafferentz (született 1979)

      3. Winifred Lafferentz (született 1947), 
  ∞ Paul Arminjon 
        1. Wendy Arminjon (született 1973)
        2. Mathias Arminjon (született 1981)

      4. Wieland Lafferentz (született 1949), 
  ∞ Isabella Weiß 
        1. Verena Maja Lafferentz (született 1981), jazzénekes

      5. Verena Lafferentz (született 1952), 
  ∞ Tilo Schnekenburger